# Podhorany (Prešov)
Podhorany (in ungherese Ászgút) è un comune della Slovacchia facente parte del distretto di Prešov, nella regione omonima.